# گروه فسکو ترانسپورت
گروه فسکو ترانسپورت (روسی: Fesco، آوانگاری FESCO Group) شرکت ترابری روس است، که در سال ۱۸۸۰ تأسیس شد.